# Corentin Séguy
Pour les articles homonymes, voir Séguy.
Corentin Séguy, né le 11 juillet 1995 à Brignoles, est un karatéka français.

## Carrière
Corentin Séguy est médaillé de bronze en kumite par équipes aux Championnats du monde de karaté 2016 et remporte l'or en kumite par équipes aux Championnats d'Europe de karaté 2016.
Aux Championnats d'Europe de karaté 2017, il est médaillé d'argent en kumite par équipes.